# IC 4235
IC 4235 ist eine Spiralgalaxie vom Hubble-Typ Sb im Sternbild Jungfrau auf der Ekliptik. Sie ist schätzungsweise 237 Millionen Lichtjahre von der Milchstraße entfernt.
Das Objekt wurde im Juli 1899 vom US-amerikanischen Astronomen DeLisle Stewart entdeckt.